# Hitlåtar med Lena Philipsson 1985-1987
Hitlåtar med Lena Philipsson 1985-1987 är ett samlingsalbum från 1988 av den svenska popsångerskan Lena Philipsson.

## Låtlista
1. "Boy"
2. "Kärleken är evig"
3. "Sommartid"
4. "Jag sänder på min radio"
5. "Cheerio"
6. "Om kärleken är blind"
7. "Jag känner" ("Ti Sento")
8. "Saknar dej innan du går"
9. "Den ende"
10. "När jag behöver dig som mest"
11. "You Open My Eyes"
12. "Om du ger upp"
13. "Segla"
14. "Det går väl an"
15. "Kom"
16. "Dansa i neon"